# Hospitella
Hospitella, en ocasiones erróneamente denominado Arhospitellum y Hospitellum, es un género de foraminífero bentónico de la familia Hospitellidae, del suborden Allogromiina y del orden Allogromiida. Su especie tipo es Hospitella fulva. Su rango cronoestratigráfico abarca el Holoceno.

## Clasificación
Hospitella incluye a las siguientes especies:
- Hospitella fulva
- Hospitella manumissum